# Saulteaux
Os Saulteaux (também Salteaux; AFI: [ˈsoto]) são nativos canadenses das primeiras nações em Ontário, Manitoba, Saskatchewan, Alberta e Colúmbia Britânica, Canadá.

## Classificação étnica
Eles são um ramo da nação dos Ojíbuas. Algumas vezes são chamados de Ojíbuas das Planícies e Anihšināpē (Anishinaabe). Sua língua nativa Nakawēmowin é algonquina, embora como a maioria das primeiras nações, o inglês é a língua principal para muitos de seus membros. Saulteaux é um termo francês que significa "povo das cachoeiras," referindo a sua antiga localização em Sault Ste. Marie. Devido a sua localização, eles preocupavam-se menos com a agricultura, e mais com a caça e a pesca.